# Prémian
Prémian (okzitanisch: Prumian) ist eine französische Gemeinde mit 484 Einwohnern (Stand: 1. Januar 2022) im Département Hérault in der Region Okzitanien. Sie gehört zum Arrondissement Béziers und zum Kanton Saint-Pons-de-Thomières. Die Einwohner werden Prémianais genannt.

## Lage
Die Gemeinde Prémian liegt in den südöstlichen Ausläufern der Cevennen im Regionalen Naturpark Haut-Languedoc, etwa 50 Kilometer nordwestlich von Béziers am Fluss Jaur. Im Nordwesten liegt der See von Vézoles. Umgeben wird Prémian von den Nachbargemeinden Fraisse-sur-Agout im Norden, Saint-Étienne-d’Albagnan im Osten sowie Riols im Süden, Westen und Nordwesten.

## Bevölkerungsentwicklung
| Jahr                       | 1962 | 1968 | 1975 | 1982 | 1990 | 1999 | 2010 | 2020 |
| Einwohner                  | 406  | 354  | 347  | 378  | 407  | 405  | 544  | 499  |
| Quellen: Cassini und INSEE |      |      |      |      |      |      |      |      |

## Sehenswürdigkeiten

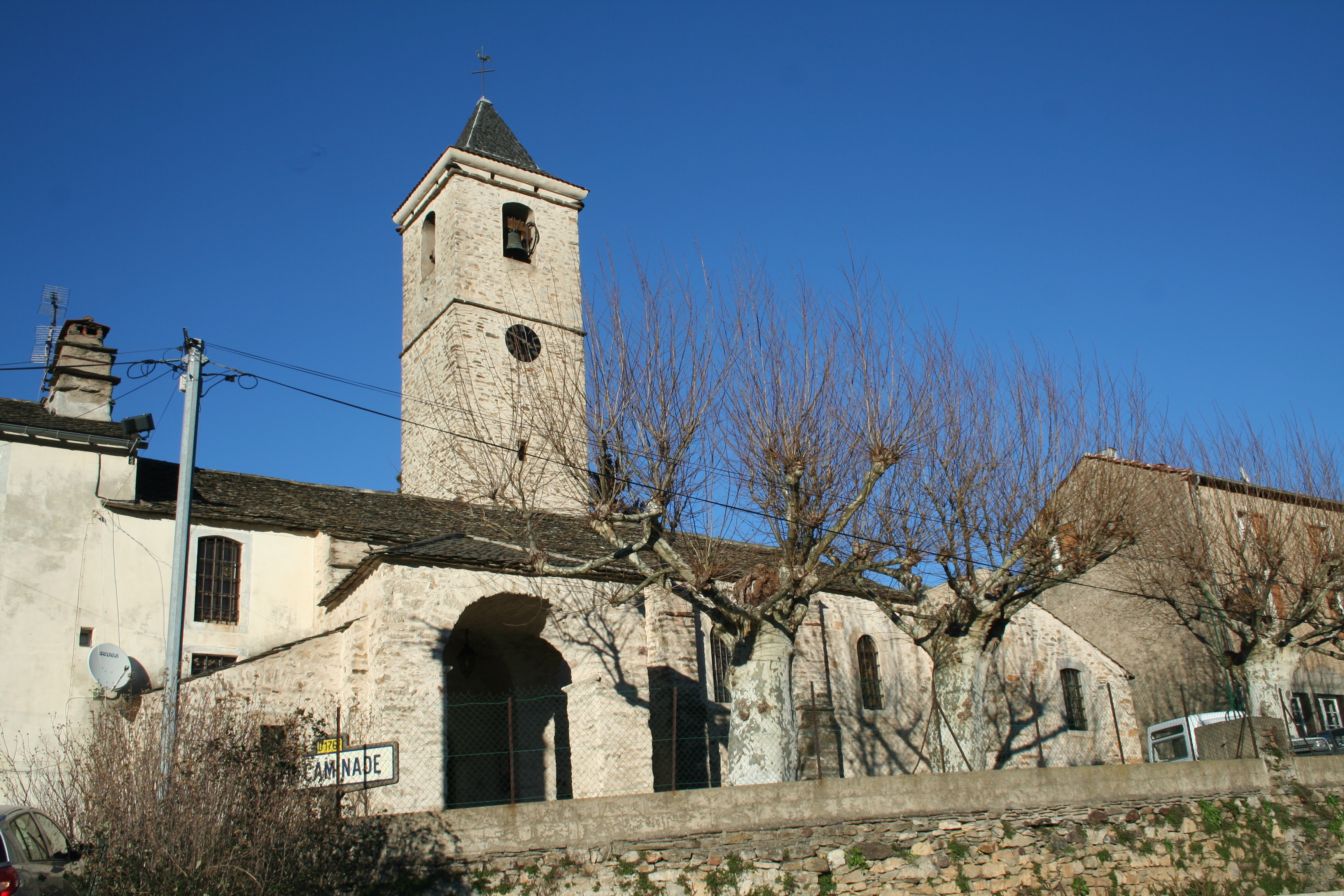
Kirche von La Caminade
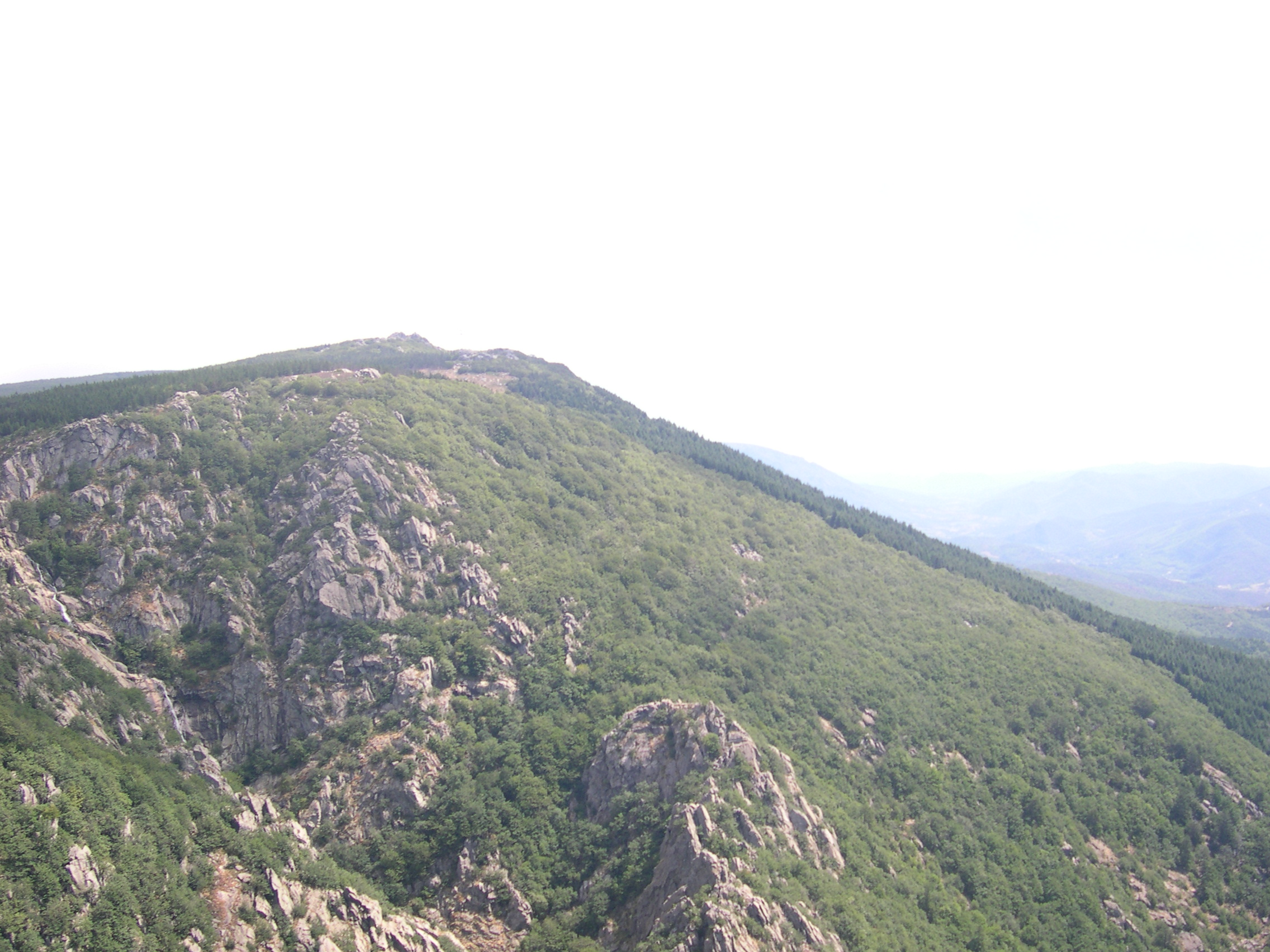
Wasserfälle von Vézoles
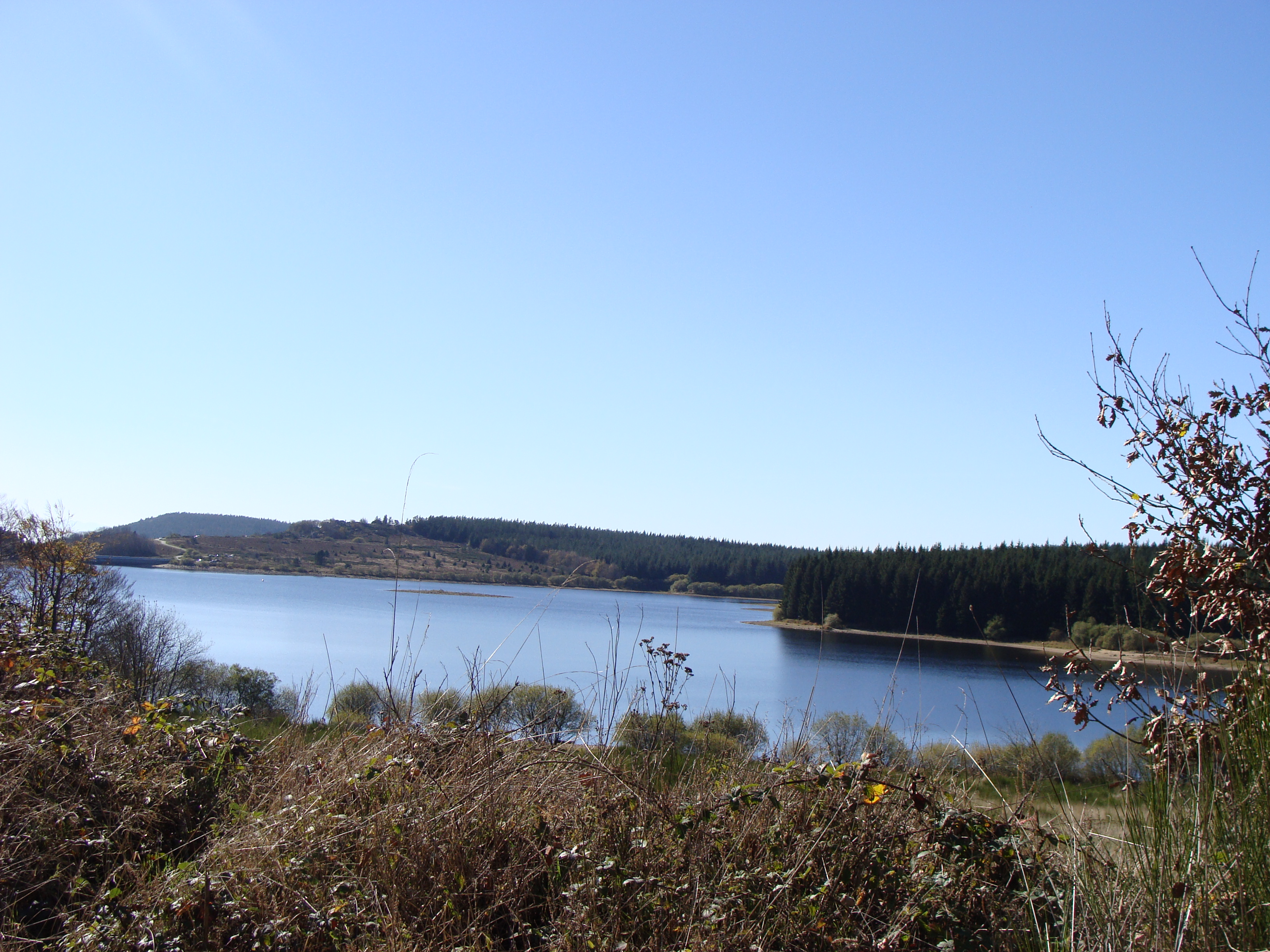
See von Vézoles
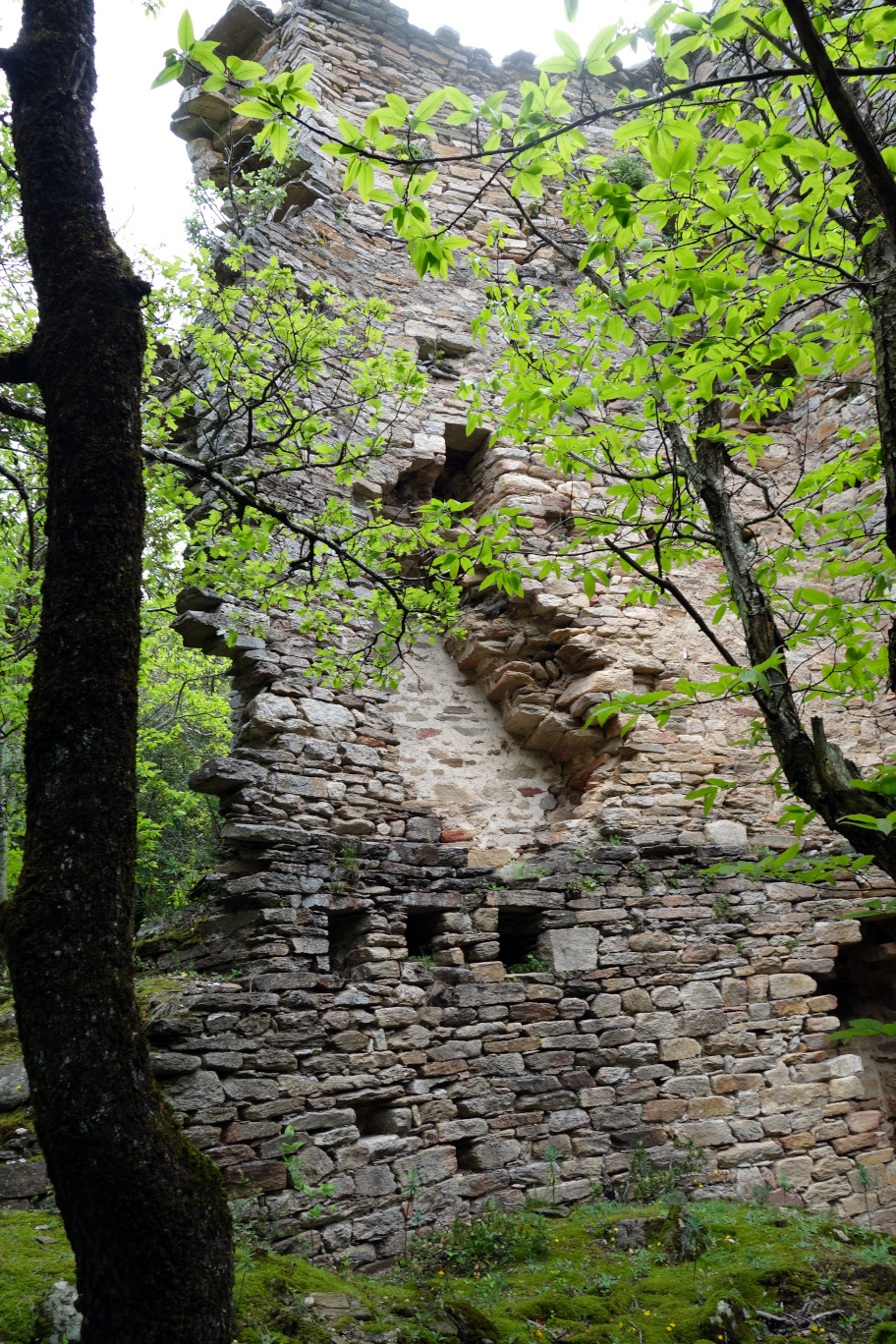
Ruine der Tour de Clix

- Kirche von La Caminade
- Wasserfälle von Vézoles
- See von Vézoles
- Ruine der Tour de Clix